# Orthomorpha thienemanni
Orthomorpha thienemanni är en mångfotingart som beskrevs av Carl Graf Attems 1930. Orthomorpha thienemanni ingår i släktet Orthomorpha och familjen orangeridubbelfotingar. Inga underarter finns listade i Catalogue of Life.